# Gli arcangeli
Gli arcangeli è un film del 1963 diretto da Enzo Battaglia.

## Trama
Una ragazza di provincia fugge a Roma col fidanzato cercando l'aiuto del fratello perché i genitori si oppongono alla loro unione; qui scopre un nuovo modo di vivere e fa nuove esperienze che porteranno la ragazza a cambiare mentalità e fidanzato.